# Absidia glauca
Absídia gláuca — вид зигомицетовых грибов, относящийся к роду Абсидия (Absidia). Природный источник хитозана.

## Описание
Гетероталличный (раздельнополый) вид. Спорангиофоры 300—750 мкм и более длиной и 8—12 мкм толщиной, прямые, как правило, отходящие по два из одной точки на столоне, изредка ветвящиеся, неокрашенные, затем зеленоватые и светло-коричневые. Столоны сизоватые, затем зеленоватые и коричневатые. Ризоиды бесцветные, затем светло-коричневые. Спорангии 28,5—65 мкм в диаметре, грушевидной формы, бесцветные до сероватых, стенка их гладкая до тонкоморщинистой. Спорангиоспоры 2,5—5 мкм в диаметре, шировидные, неокрашенные.
Хламидоспоры редкие, образуются одиночно на внутриагаровом мицелии, 10—12 мкм в диаметре.
Зигоспоры 160—185 мкм в диаметре, шаровидные, жёлто-коричневые, затем тёмно-жёлто-коричневые до почти чёрных. Суспензоры неравные, неокрашенные, затем жёлто-коричневые; крупный из них 52—62,5 мкм в диаметре, с 12—20 пальцевидными придатками; мелкий — около 15 мкм в диаметре.
Оптимальная температура роста — 24 °C. Часто выделяется из почвы во всех регионах мира, наиболее обычный обитатель почв зоны широколиственных лесов. Также выделяется из корней растений, из птичьих гнёзд, с перьев живых птиц.

## Значение
Absidia glauca — один из наиболее перспективных природных источников хитозана.

## История описания
Впервые вид описан в 1908 году норвежским ботаником Оскаром Хагемом в журнале Skrifter udgivne af Videnskabs-Selskabet i Christiania. Типовой штамм был передан Хагемом в Центральное бюро грибных культур в Нидерландах, где хранится под номером NRRL 1328.

## Синонимы
- Absidia glauca var. asparagi Burgeff, 1924
- Absidia glauca var. paradoxa Namysl., 1910
- Absidia sphaerosporangioides Mańka & Truszk., 1958
- Tieghemella glauca (Hagem) Naumov, 1915